# Закон тотожності
Закон тотожності (лат. lex identitatis) — один з основних законів формальної логіки, докладного тлумачення якому надав давньогрецький вчений Арістотель.

## Формулювання
Закон тотожності формулюється так: будь-яка думка про предмет у процесі даного міркування тотожна сама собі, скільки б разів вона не повторювалась. Цей закон Арістотель у праці «Метафізика» сформулював так:

Неможливо, щоб одне й те саме разом було й не було властиве одному й тому самому і в одному й тому ж сенсі. 

## Математичний вираз
Формальний вираз закону тотожності: {\displaystyle \!A} є  {\displaystyle \!A}, або  {\displaystyle \!A}{\displaystyle \!=}{\displaystyle \!A}, де під  {\displaystyle \!A} розуміється будь-яка думка..

## Вимоги закону
1. У процесі міркування про якийсь предмет необхідно мислити саме цей предмет і не можна підміняти його іншим предметом думки.
Закон тотожності вимагає, щоб у процесі міркування було виділено предмет міркування і цей предмет не підмінявся якимсь іншим предметом думки даної предметної області. Закон тотожності не забороняє переходити від одного предмета думки до другого, від одного обговорення питання — до другого питання, він тільки забороняє підміняти один предмет думки іншим предметом, одне питання іншим питанням.
2. У процесі міркування, у суперечці або дискусії поняття мають уживатися в одному й тому ж значенні. Думка тотожна сама собі, якщо вона однозначна.
Закон тотожності не допускає вживання поняття всередині якогось міркування у різному значенні. Поняття, якими ми користуємося, мають уживатися протягом усього розмірковування, скільки б вони не траплялися в одному й тому ж значенні, зберігати незмінно свій обсяг і свій зміст. Якщо ж поняття й терміни вживаються у процесі міркування неоднозначно, то мислення стає невизначеним, процес мислення у таких випадках не досягає мети. 
…Справді, мати не одне значення означає не мати жодного значення; якщо ж у слова немає (визначених) значень, тоді втрачена усіляка можливість розмірковувати один з одним, а насправді і з самим собою. 
Корінною властивістю закону тотожності є його визначеність. Цей закон якісно визначає предмети й суттєві явища, що віддзеркалюються у мисленні людини. Він означає, що людина, обмірковуючи і характеризуючи щось, повинна виділяти у предметі міркування суттєві ознаки й уникати несуттєвих.
У процесі формування думки дуже важливо обминати логічних помилок, які перешкоджають розвиткові цього закону.
Найбільш розповсюдженими логічними помилками є:
- Амфіболія (від грецького «амфіболос» — двозначність) — двосмиловість виразу, підміна сутності понять. Ця помилка, як правило, має анекдотичний вигляд. Скажімо «Знаючи, що язик до Києва доведе, я купив на базарі язик і тепер сміливо можу прямувати до Києва».
- Еквівокація — використання одного і того ж терміна в різних значеннях. Наведемо приклад умисної еквівокації: «Старий морський вовк — це дійсно вовк. Як і будь-який вовк, він живе у лісі. Таким чином морські вовки живуть у лісі» — наочною тут є підміна змісту поняття «морський вовк»;
- Логомахія — суперечка про вербальні поняття коли учасники дискусій не можуть дійти згоди з причини недосягнення конвенції стосовно змісту того чи іншого поняття. На цю помилку звертав увагу відомий англійський філософ Франциск Бекон Веруламський. Говорячи про суперечності у процесі пізнання він звертав увагу на так званий «привид (ідол) ринку», коли відсутність домовленості стосовно смислу того чи іншого поняття призводить до різного його тлумачення і розумових хиб.

Таким чином для дотримання закону тотожності людина зобов'язана не підміняти зміст поняття, про яке іде мова, а також завчасно домовитися зі співбесідниками стосовно слів, понять, якими вони будуть оперувати при розмові, дискусії.